# Marathon van Dubai 2007
De marathon van Dubai 2007 vond plaats op vrijdag 12 januari 2007 in Dubai. Het was de achtste editie van deze marathon. Net als vorig jaar werd het evenement gesponsord door Standard & Chartered.
De wedstrijd bij de mannen werd gewonnen door de Keniaan William Rotich in 2:09.53. De Ethiopische Askale Tafa was bij de vrouwen veruit het snelst. Zij zegevierde in 2:27.19 en had op de eindstreep een voorsprong van meer dan acht minuten op haar naaste rivale.
Er namen 482 lopers deel, waarvan 389 mannen en 93 vrouwen.

## Uitslagen

### Mannen
| rang   | naam                  | land | tijd    |
| ------ | --------------------- | ---- | ------- |
| Goud   | William Rotich        | KEN  | 2:09.53 |
| Zilver | Joseph Wambua         | KEN  | 2:10.34 |
| Brons  | Musa Kanda            | KEN  | 2:10.40 |
| 4      | Alfonce Yatich        | KEN  | 2:10.58 |
| 5      | Joseph Ngeny          | KEN  | 2:11.03 |
| 6      | Khalid El Boumlili    | MAR  | 2:11.40 |
| 7      | William Biama         | KEN  | 2:12.24 |
| 8      | Halefon Tesgaye       | ETH  | 2:13.38 |
| 9      | David Kipyeng         | KEN  | 2:13.42 |
| 10     | James Koskei          | KEN  | 2:14.02 |
| 11     | Augustus Kavutu       | KEN  | 2:14.25 |
| 12     | Tola Gumeda           | ETH  | 2:15.30 |
| 13     | David Omiti           | KEN  | 2:15.48 |
| 14     | Aman Awad             | ETH  | 2:16.15 |
| 15     | Willy Kimutai         | KEN  | 2:17.39 |
| 16     | Melaku Bedye          | ETH  | 2:19.49 |
| 17     | Jomo Kororia          | KEN  | 2:22.05 |
| 18     | Zeray Gebregiorgis    | ETH  | 2:22.18 |
| 19     | Tola Gudeta           | ETH  | 2:23.30 |
| 20     | Peter Kiplagat Chebet | KEN  | 2:23.52 |

### Vrouwen
| rang   | naam              | land | tijd    |
| ------ | ----------------- | ---- | ------- |
| Goud   | Askale Tafa       | ETH  | 2:27.19 |
| Zilver | Abebe Eda         | ETH  | 2:35.39 |
| Brons  | Adenech Jemilu    | ETH  | 2:39.28 |
| 4      | Mulie Gurmu       | ETH  | 2:39.35 |
| 5      | Alem Gebreezgi    | ETH  | 2:40.11 |
| 6      | Hirut Legesse     | ETH  | 2:45.33 |
| 7      | Renata Paradowska | POL  | 2:46.23 |
| 8      | Anne Jelagat      | KEN  | 3:08.45 |
| 9      | Françoise Decoray | FRA  | 3:08.49 |
| 10     | Karin Meuser      | GER  | 3:21.45 |

2000 ·
2001 ·
2002 ·
2003 ·
2004 ·
2005 ·
2006 ·
2007 ·
2008 ·
2009 ·
2010 ·
2011 ·
2012 ·
2013 · 
2014 · 
2015 ·
2016 ·
2017